# Hololepta perroti
Hololepta perroti är en skalbaggsart som beskrevs av Cooman 1939. Hololepta perroti ingår i släktet Hololepta och familjen stumpbaggar. Inga underarter finns listade i Catalogue of Life.